# Hollywood Vampires (Hollywood Vampires)
| Recensione    | Giudizio |
| ------------- | -------- |
| AllMusic      |          |
| Rolling Stone |          |

Hollywood Vampires è il primo album in studio del supergruppo statunitense Hollywood Vampires, pubblicato l'11 settembre 2015 dalla Republic Records.

## Descrizione
L'album è stato inciso da Alice Cooper, Johnny Depp e Joe Perry per onorare tutte quelle rockstar morte per eccessi negli anni settanta.
Il disco è composto principalmente da cover eccetto due nuove tracce scritte da Cooper con Depp: Raise the Dead e My Dead Drunk Friends.
La traccia introduttiva The Last Vampire vede la partecipazione di Christopher Lee, che recita un passaggio proveniente da Dracula di Bram Stoker, ed è stata incisa poco prima della morte dell'attore.
Nel disco compiono apparizioni altri ospiti speciali come Paul McCartney, Robby Krieger, Orianthi, Dave Grohl, Slash, Brian Johnson, Joe Walsh, Perry Farrell, Zak Starkey e Kip Winger.

## Tracce
1. The Last Vampire – 1:35 (Johnny Depp, Bob Ezrin, Christopher Lee)
2. Raise the Dead – 3:31 (Depp, Ezrin, Alice Cooper, Tommy Henriksen, Bruce Witkin, Rob Klonel)
3. My Generation (cover dei The Who) – 2:47 (Pete Townshend)
4. Whole Lotta Love (cover dei Led Zeppelin) – 4:13 (Jimmy Page, Robert Plant, John Bonham, John Paul Jones, Willie Dixon)
5. I Got a Line on You (cover degli Spirit) – 2:48 (Randy California)
6. Five to One / Break on Through (To the Other Side) (cover dei The Doors) – 4:17 (Jim Morrison, Robby Krieger, Ray Manzarek, John Densmore)
7. One / Jump into the Fire (cover di Harry Nilsson) – 5:07 (Harry Nilsson)
8. Come and Get It (cover dei Badfinger) – 2:59 (Paul McCartney)
9. Jeepster (cover dei T. Rex) – 2:42 (Marc Bolan)
10. Cold Turkey (cover della Plastic Ono Band) – 3:07 (John Lennon)
11. Manic Depression (cover dei The Jimi Hendrix Experience) – 2:43 (Jimi Hendrix)
12. Itchycoo Park (cover degli Small Faces) – 2:55 (Steve Marriott, Small Faces)
13. School's Out / Another Brick in the Wall Part 2 (cover di Alice Cooper / Pink Floyd) – 5:14 (Cooper, Michael Bruce, Glen Buxton, Dennis Dunaway, Neal Smith / Roger Waters)
14. My Dead Drunk Friends – 4:30 (Depp, Cooper, Ezrin, Witkin, Henriksen)

Tracce bonus nell'edizione deluxe
1. I'm a Boy (cover dei The Who) – 2:38 (Townshend)
2. 7 and 7 Is (cover dei Love) – 3:05 (Arthur Lee)
3. As Bad as I Am – 3:45 (Depp, Witkin, Henriksen)

## Formazione[7]
Musicisti principali
- Alice Cooper – voce solista (tracce 2–14), armonica
- Johnny Depp – chitarra (tracce 2–14), tastiera (traccia 1), cori
- Joe Perry – chitarra (tracce 8–10, 13), cori

Musicisti in studio
- Tommy Henriksen – tastiera (tracce 4, 9–10, 12, 14), chitarra (tracce 2–7, 9–13), cori
- Bruce Witkin – basso (tracce 2–3, 6–7, 9–12, 14), tastiera (tracce 7, 14), chitarra (tracce 2, 4, 5, 7, 13–14)
- Glen Sobel – batteria (tracce 2, 9–10, 12, 14)

Musicisti ospiti
- Sir Christopher Lee – voce (traccia 1)
- Justin Cortelyou – tastiera (traccia 1)
- Bob Ezrin – tastiera (tracce 1, 7, 11, 14), cori
- Zak Starkey – batteria (tracce 3–4, 11)
- Orianthi – chitarra (traccia 4)
- Kip Winger – basso, cori (tracce 4–5)
- Joe Walsh – chitarra (tracce 4–5, 11)
- Brian Johnson – voce (tracce 4, 13)
- Perry Farrell – voce, cori (tracce 5, 7)
- Abe Laboriel Jr. – batteria, cori (tracce 5–6, 8)
- Charlie Judge – tastiera (traccia 6)
- Robby Krieger – chitarra (tracce 6–7)
- Dave Grohl – batteria (traccia 7)
- Sir Paul McCartney – pianoforte, basso e voce (traccia 8)
- Slash – chitarra (traccia 13)
- Dennis Dunaway – basso (traccia 13)
- Neal Smith – batteria (traccia 13)

## Classifiche
| Classifica (2015)        | Posizione massima |
| ------------------------ | ----------------- |
| Australia                | 34                |
| Austria                  | 62                |
| Belgio (Fiandre)         | 76                |
| Belgio (Vallonia)        | 34                |
| Canada                   | 22                |
| Francia                  | 54                |
| Germania                 | 59                |
| Italia                   | 89                |
| Paesi Bassi              | 47                |
| Regno Unito              | 30                |
| Spagna                   | 57                |
| Stati Uniti              | 43                |
| Stati Uniti (hard rock)  | 6                 |
| Stati Uniti (rock)       | 8                 |
| Stati Uniti (tastemaker) | 7                 |
| Svizzera                 | 24                |